# Осіни (Седлецький повіт)
Осіни (пол. Osiny) — село в Польщі, у гміні Седльці Седлецького повіту Мазовецького воєводства.
Населення — 74 особи (2011).
У 1975-1998 роках село належало до Седлецького воєводства.

## Демографія
Демографічна структура станом на 31 березня 2011 року:
|          | Загалом | Допрацездатний вік | Працездатний вік | Постпрацездатний вік |
| -------- | ------- | ------------------ | ---------------- | -------------------- |
| Чоловіки | 36      | 5                  | 29               | 2                    |
| Жінки    | 38      | 5                  | 25               | 8                    |
| Разом    | 74      | 10                 | 54               | 10                   |